# Heinrich Bürger
Pour les articles homonymes, voir Bürger.
Heinrich Bürger, ou Heinrich Burger (né le 29 février/7 novembre 1804 ou le 20 janvier 1806 à Hamelin - mort le 25 mars 1858 à Indramayu, Java (île)) est un physicien, biologiste et botaniste allemand.

## Éducation
En 1821-1822, Heinrich Bürger étudie les mathématiques et l'astronomie à l'université de Göttingen. En 1824, il déménage à Batavia (Jakarta), où il fréquente l'école d'apothicaires. Le 14 janvier 1825, il obtient le grade d'apothicaire 3e classe.

## Japon
Le 14 juin de la même année, Heinrich Bürger est nommé assistant de Philipp Franz von Siebold sur l'île de Dejima par le gouvernement néerlandais. Il y effectue des recherches en chimie et en biologie et y enseigne les japonais. Il est également responsable de la pharmacie et assiste Siebold dans ses visites aux patients en dehors de Dejima.
En 1828, Bürger est nommé successeur de Von Siebold dans les domaines chimiques, naturels et biologiques. Les années suivantes, il recueille de grandes quantités de minéraux, plantes et animaux. Une partie de son matériel est utilisée par la suite dans la série  Fauna Japonica de Coenraad Jacob Temminck et Hermann Schlegel. Les plantes envoyées par Bürger ont fini dans les jardins botaniques de villes universitaires telles que Paris, Londres, Florence, Leyde et St. Louis. Le Centre de biodiversité Naturalis à Leyde possède également une grande collection de Bürger.

## Sumatra
En 1832, Bürger est "attaché" à la Commission de recherche d'histoire naturelle dans les Indes orientales néerlandaises. À ce titre, il se rend à Sumatra entre juin et décembre 1833. Au cours de cette période, il conçoit une route reliant les basses terres de Padang à l'intérieur; la route traverse les gorges d'Anai, qui sont aujourd'hui une attraction touristique en raison de leur beauté naturelle. La construction de cette route lui vaut l'Ordre du Lion néerlandais. En 1833, Bürger épouse Anna Cornelia van Daalen à Padang. En 1834, il est de retour à Dejima, mais sa femme reste à Batavia.

## Homme d'affaires
Le 1er juillet 1835, Bürger est relevé de ses fonctions au Japon. En 1840-1842, il voyage abondamment avec sa famille en Europe de l'Ouest. De retour à Java, Bürger reçoit sa retraite en tant que membre de la Commission naturelle en 1842. Le 30 juin 1843, il est libéré honorablement du service du pays. Heinrich s'est engagé dans des entreprises rurales, notamment la fourniture de riz et d'huile sur Banka, la Nederlandsch-Indische Zee-Assurantie Maatschappij, la Maatschappij tot Bevordering van Mijnontginningen in Nederlandsch-Indië, opérant à Bornéo, et copropriétaire de l'usine de sucre Redjosari à Magetan (Java). En outre, Bürger a été membre du conseil d'administration de la société "De Harmonie" à Batavia entre 1850 et 1853. En 1855, Bürger obtient la nationalité néerlandaise. Il est décédé dans sa résidence du centre de Batavia en 1858.